# Othella Harrington
Othella Harrington (nacido el 31 de enero de 1974 en Jackson, Misisipi) es un exjugador profesional de baloncesto estadounidense que jugó 12 temporadas en la NBA. Con 2,06 metros de estatura, jugaba en la posición de ala-pívot.

## Trayectoria deportiva

### Universidad
Harrington jugó al baloncesto universitario en la Universidad de Georgetown, compartiendo vestuario con Allen Iverson. Tras dejar los Hoyas, su nombre estaba en el Top 5 en puntos (1.839, quinto), rebotes (983, cuarto) y tapones (201, cuarto). Fue titular en los 132 encuentros que disputó con Georgetown, lanzando en un 55% o más en sus cuatro años en el equipo. Además, lideró a los Hoyas en sus dos primeras temporadas, y en su año sénior ayudó a llegar a la Elite Eight del torneo de la NCAA. Harrington fue elegido en el tercer mejor quinteto de la Big East Conference y promedió 1.57 tapones.

#### Estadísticas
| Año     | Equipo     | PJ  | PT  | MPP  | %TC  | %3P  | %TL  | RPP | APP | ROB | TPP | PPP  |
| ------- | ---------- | --- | --- | ---- | ---- | ---- | ---- | --- | --- | --- | --- | ---- |
| 1992–93 | Georgetown | 33  | 33  | 32.6 | .573 | –    | .746 | 8.8 | 1.0 | .8  | 1.5 | 16.8 |
| 1993–94 | Georgetown | 31  | 31  | 28.9 | .551 | .000 | .733 | 8.0 | 1.2 | .7  | 1.6 | 14.7 |
| 1994–95 | Georgetown | 31  | 31  | 24.7 | .559 | .000 | .706 | 6.0 | .8  | .9  | 1.4 | 12.2 |
| 1995–96 | Georgetown | 37  | 37  | 26.6 | .559 | .000 | .741 | 6.9 | 1.2 | .8  | 1.6 | 12.2 |
| Total   | Total      | 132 | 132 | 28.2 | .561 | .000 | .732 | 7.4 | 1.0 | .8  | 1.5 | 13.9 |

### NBA
Fue seleccionado por Houston Rockets en la 30.ª posición del Draft de la NBA de 1996, promediando 4.8 puntos, 3.5 rebotes y 15.1 minutos en 57 partidos de su temporada rookie. Tras pasar tres campañas en los Rockets, fue traspasado el 27 de agosto de 1999 a Vancouver Grizzlies en un intercambio a tres bandas, el que mandaba al rookie Steve Francis de Vancouver a Houston. En los Grizzlies estuvo una temporada y media, promediando 13.1 puntos y 6.9 rebotes en su única completa en el equipo. En la 2000-01, tras 44 partidos con los canadienses, fue enviado el 30 de enero de 2001 a New York Knicks por Erick Strickland y dos rondas de draft. 
En la Gran Manzana jugó tres temporadas y media, sirviendo como uno de los principales jugadores en la rotación del equipo y promediando por encima de los 7 puntos exceptuando su última campaña en el equipo, en la que no pasó de los 4.6 puntos por noche. Tras dos años en Chicago Bulls, llegó a los jóvenes Charlotte Bobcats en 2006.

## Selección nacional
Harrington integró el seleccionado de Estados Unidos que participó del Campeonato Mundial de Baloncesto Sub-22 Masculino de 1993, organizado en España. En esa ocasión su equipo finalizó el torneo consagrándose campeón invicto. Previo a ello había formado parte del combinado que terminó segundo en el Campeonato FIBA Américas Sub-22 de 1993.

## Estadísticas de su carrera en la NBA

### Temporada regular
| Año     | Equipo    | PJ  | PT  | MPP  | %TC  | %3P  | %TL  | RPP | APP | ROB | TPP | PPP  |
| ------- | --------- | --- | --- | ---- | ---- | ---- | ---- | --- | --- | --- | --- | ---- |
| 1996–97 | Houston   | 57  | 1   | 15.1 | .549 | .000 | .605 | 3.5 | .3  | .2  | .4  | 4.8  |
| 1997–98 | Houston   | 58  | 3   | 15.6 | .485 | .000 | .754 | 3.6 | .4  | .2  | .5  | 6.0  |
| 1998–99 | Houston   | 41  | 10  | 22.0 | .513 | .000 | .721 | 6.0 | .4  | .1  | .6  | 9.8  |
| 1999–00 | Vancouver | 82  | 82  | 32.6 | .506 | .000 | .792 | 6.9 | 1.2 | .4  | .7  | 13.1 |
| 2000–01 | Vancouver | 44  | 40  | 28.8 | .466 | .000 | .779 | 6.6 | .8  | .4  | .6  | 10.9 |
| 2000–01 | New York  | 30  | 5   | 18.3 | .554 | .000 | .729 | 3.3 | .7  | .5  | .6  | 6.2  |
| 2001–02 | New York  | 77  | 4   | 20.3 | .527 | .000 | .709 | 4.5 | .5  | .4  | .5  | 7.7  |
| 2002–03 | New York  | 74  | 64  | 25.0 | .508 | .000 | .820 | 6.4 | .8  | .2  | .3  | 7.7  |
| 2003–04 | New York  | 56  | 3   | 15.6 | .495 | .000 | .744 | 3.2 | .5  | .2  | .3  | 4.6  |
| 2004–05 | Chicago   | 70  | 28  | 18.2 | .512 | .000 | .718 | 4.2 | .8  | .3  | .3  | 8.0  |
| 2005–06 | Chicago   | 72  | 23  | 11.4 | .495 | .000 | .626 | 2.1 | .5  | .1  | .2  | 4.8  |
| 2006–07 | Charlotte | 26  | 0   | 8.5  | .446 | .000 | .773 | 1.5 | .2  | .0  | .0  | 2.6  |
| 2007–08 | Charlotte | 22  | 0   | 7.5  | .429 | .000 | .625 | 1.9 | .2  | .1  | .2  | 2.1  |
| Total   | Total     | 709 | 263 | 19.6 | .505 | .000 | .738 | 4.4 | .6  | .3  | .4  | 7.4  |

### Playoffs
| Año   | Equipo   | PJ | PT | MPP  | %TC  | %3P  | %TL  | RPP | APP | ROB | TPP | PPP |
| ----- | -------- | -- | -- | ---- | ---- | ---- | ---- | --- | --- | --- | --- | --- |
| 1997  | Houston  | 7  | 0  | 2.1  | .500 | .000 | .700 | .6  | .0  | .0  | .0  | 1.3 |
| 1998  | Houston  | 3  | 0  | 7.7  | .500 | .000 | .800 | 2.3 | .0  | .0  | .3  | 5.3 |
| 1999  | Houston  | 4  | 0  | 10.5 | .643 | .000 | .667 | 3.5 | .3  | .0  | .3  | 5.5 |
| 2001  | New York | 5  | 1  | 15.4 | .500 | .000 | .800 | 3.0 | .4  | .8  | .4  | 3.6 |
| 2005  | Chicago  | 6  | 6  | 17.2 | .500 | .000 | .545 | 2.5 | .5  | .2  | .0  | 8.0 |
| 2006  | Chicago  | 3  | 0  | 5.0  | .000 | .000 | .000 | .7  | .0  | .3  | .0  | .0  |
| Total | Total    | 28 | 7  | 9.8  | .506 | .000 | .676 | 2.0 | .2  | .2  | .1  | 4.0 |